# 寒露林蛙
寒露林蛙（学名：Rana hanluica），一种分布于中国南方地区的两栖动物，隶属于蛙科蛙属。模式产地为中国湖南省双牌县阳明山。

## 形态特征
寒露林蛙体型较大，雄蛙体长50～66.2豪米，雌蛙体长54～71.5毫米。身体背面皮肤光滑，体色多变，繁殖季节雄蛙背面及体侧一般呈绿豆黄色，雌蛙多为红棕色，繁殖季节后为橄榄棕色或灰棕色，两眼间的横斑、颞部的三角形斑、背部的“八”形斑或短杆状斑均为黑褐色；疣粒部位多为黑褐色；四肢背面具有较窄长的黑褐色横纹。身体腹面为浅黄或乳白色。